# Éléonore de Sicile
Éléonore de Sicile, née en 1325 en Sicile et morte le 20 avril 1375 à Lérida, est reine d'Aragon de 1349 à sa mort.

## Biographie
Éléonore est le seconde des huit enfants du roi Pierre II de Sicile et d'Élisabeth de Carinthie, dont six parviendront à l'âge adulte.
La jeune princesse, qui vécut la deuxième phase des Vêpres siciliennes, fut fiancée pour raisons diplomatiques à l'héritier du royaume d'Aragon, de Valence, de Majorque, de Sardaigne et de Corse, comte de Barcelone et seigneur des autres comtés catalans.
Le 27 août 1349, elle épouse ainsi à Valence le roi Pierre IV d'Aragon, à la condition que celui-ci renonce à tous ses droits au trône sicilien. Il n'a que six ans de plus qu'elle mais elle est déjà sa troisième épouse : il est en effet veuf de Marie de Navarre et d'Éléonore de Portugal et est le père de deux filles issues de son premier mariage, Constance et Jeanne. Constance, l'aînée, que son père tentera en vain d'imposer comme héritière de la couronne d'Aragon, épousera en 1361 à Catane Frédéric III le Simple, frère cadet de sa belle-mère, d'où une fille unique, Marie, future reine de Sicile.
Éléonore devient rapidement influente à la cour d'Aragon et fait destituer Bernardo de Cabrera, conseiller du roi Pierre. En 1357, Frédéric III propose à sa sœur de lui transférer comme apanage personnel les duchés d'Athènes et de Néopatrie contre une aide militaire pour mater la rébellion en Sicile mais Pierre IV refuse.
Éléonore et Pierre auront quatre enfants :
- Jean Ier (1350 † 1396), succède à son père et sera lui-même le père de deux filles, Jeanne et Yolande d'Aragon (postérité : Anjou-Valois, d'où Lorraine et de très nombreux souverains français ou européens), mais c'est son frère Martin qui lui succédera en l'absence d'héritiers mâles ;
- Martin Ier (1356 † 1410), succède à son frère aîné mais meurt sans descendance survivante ;
- Éléonore (1358 † 1382), épouse de Jean Ier de Castille, mère d'Henri III de Castille et de Ferdinand Ier d'Aragon ;
- Alphonse (1362 † 1364).

En 1373, le fils aîné d'Éléonore, Jean Ier, épouse Marthe d'Armagnac, d'une nature douce et conciliante, à qui la reine manifestera une affection maternelle. À l'occasion d'un séjour à Empordà, la reine fait de Sibylle de Fortià sa dame de compagnie, ce qui aura des conséquences importantes sur le destin de la jeune femme.
Éléonore meurt à Lérida le 20 avril 1375, laissant un mari et trois enfants encore en vie. Son mari se remariera deux ans et demi plus tard avec Sibylle, plus jeune que lui de plus de 30 ans, créant ainsi une fracture irréparable avec le reste de sa famille.